# جمع‌آوری اعانه

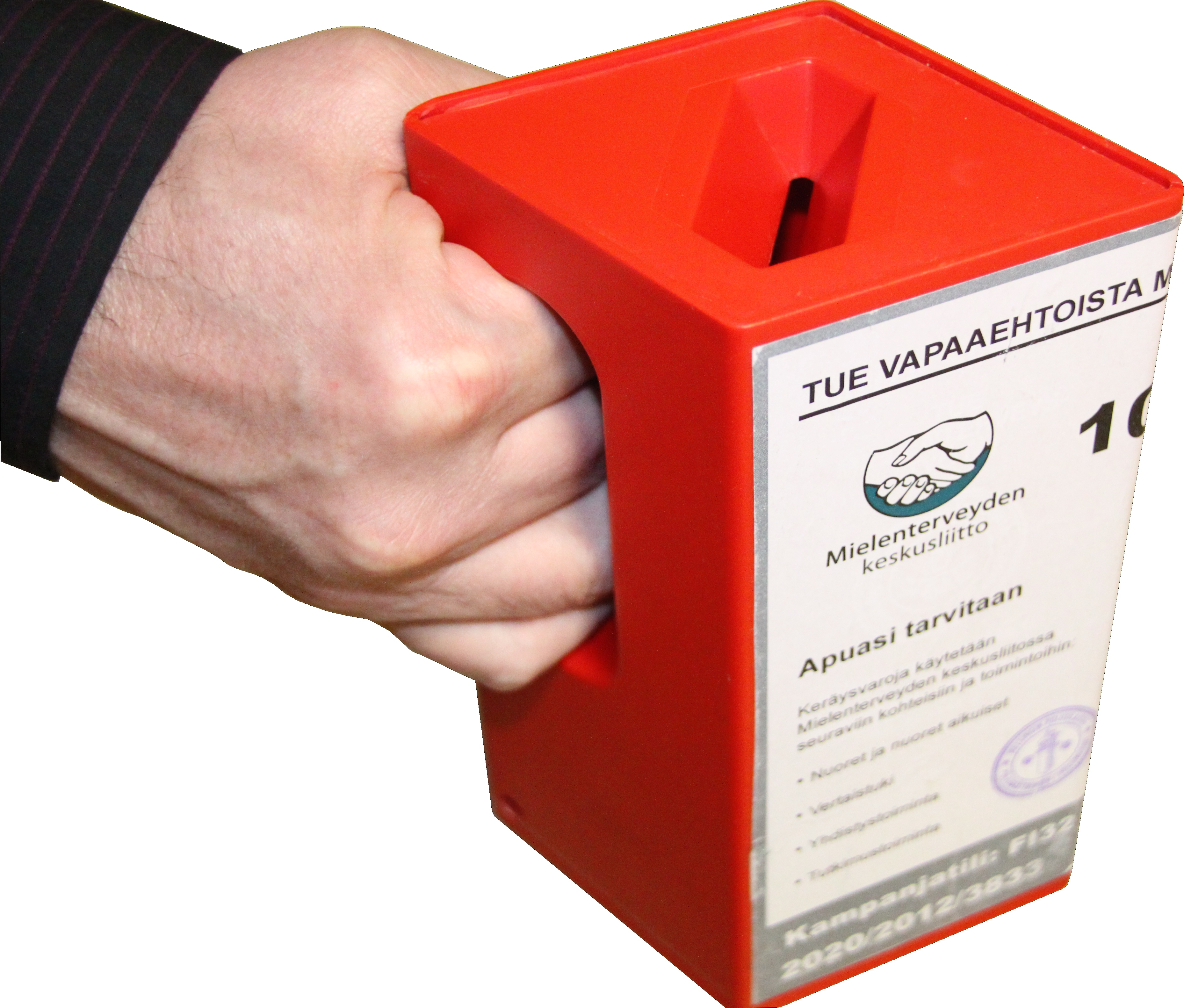
جمع‌آوری اعانه خانه به خانه که اغلب با یک صندوق دستی همراه است.

گردآوری اعانه یا جذب و جمع‌آوری کمک‌های مالی به روند جمع‌آوری کمک‌های داوطلبانه نقدی یا غیر نقدی گفته می‌شود. این کار با درخواست از افراد، شرکت‌ها و مشاغل، مؤسسات خیریه یا حتی سازمان‌ها و ادارات دولتی به جهت اعطای کمک‌های مالی انجام می‌پذیرد. اگر چه جمع‌آوری کمک‌های مردمی به‌طور معمول اشاره به تلاش برای جمع‌آوری پول برای سازمان‌های غیرانتفاعی دارد، گاهی از این کار برای شناسایی و درخواست کمک از سرمایه‌گذاران یا سایر منابع تأمین سرمایه به منظور تأمین مالی شرکت‌های انتفاعی نیز استفاده می‌شود.
به‌طور سنتی، جمع‌آوری کمک‌های مردمی عمدتاً شامل درخواست برای کمک‌های مالی در خیابان یا دم در منازل مردم می‌شود و این نوع جمع‌آوری اعانه که به شکل رو در رو انجام می‌شود رشد بسیار زیادی را در حال تجربه کردن است، با این حال اشکال جدیدی از جمع‌آوری کمک‌های مالی از قبیل جمع‌آوری آنلاین در سال‌های اخیر پدیدار شده‌اند، هر چند اغلب این روش‌های جدید بر اساس روش‌های قدیمی‌تر مانند جمع‌آوری کمک‌های انتخاباتی بنیان نهاده شده‌اند.